# Open land
Open land is een studioalbum van John Abercrombie. Dit keer koos de gitarist voor een ensemble bestaande uit zes man. Zij namen het album in september 1998 op in de Avatar Studio in New York.

## Musici
- John Abercrombie – gitaar
- Mark Feldman – viool
- Kenny Wheeler – trompet, flugelhorn
- Joe Lovano – tenorsaxofoon
- Dan Wall – hammondorgel
- Adam Nussbaum – slagwerk

## Muziek
| Nr. | Titel                                                                      | Duur  |
| --- | -------------------------------------------------------------------------- | ----- |
| 1.  | Just in tune (Abercrombie)                                                 | 6:35  |
| 2.  | Open land (Abercrombie)                                                    | 10:08 |
| 3.  | Spring song (Abercrombie)                                                  | 8:59  |
| 4.  | Gimme five (Abercrombie)                                                   | 7;23  |
| 5.  | Speak easy (Abercrombie)                                                   | 6:43  |
| 6.  | Little booker (Abercrombie)                                                | 6:10  |
| 7.  | Free piece suit(e) (Abercrombie, Feldman, Wheeler, Lovano, Wall, Nussbaum) | 6:56  |
| 8.  | Remember when (Abercrombie)                                                | 7:57  |
| 9.  | That’s for sure (Abercrombie)                                              | 4:07  |